# Wasserstraße 9 (Stralsund)

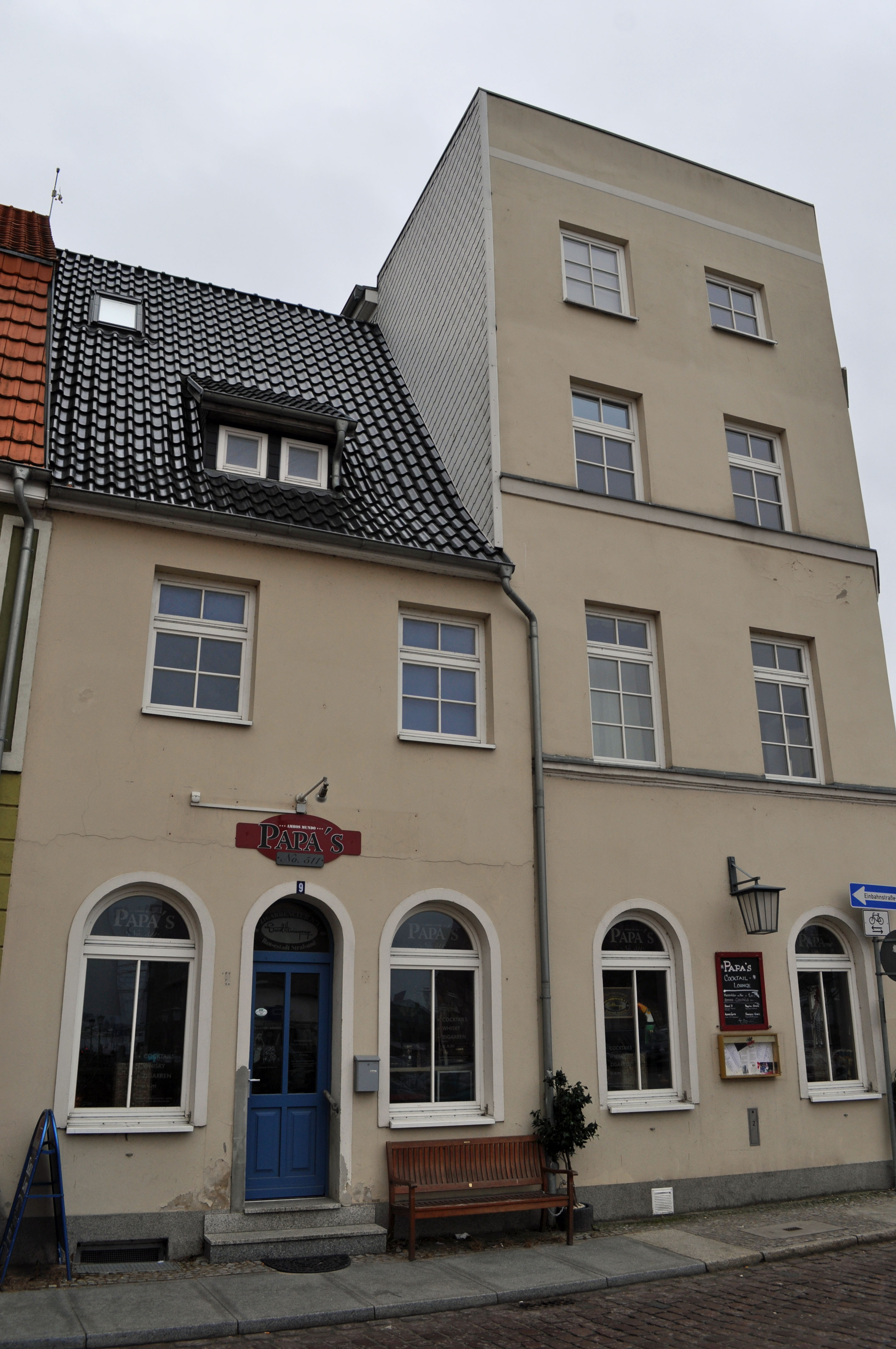
Das Haus Wasserstraße 9 in Stralsund (2012)

Das Gebäude mit der postalischen Adresse Wasserstraße 9 ist ein denkmalgeschütztes Bauwerk in der Wasserstraße in Stralsund.
Das schmale zweigeschossige, traufständige Haus ist im Kern mittelalterlich.
Seine schlichte verputzte Fassade erhielt das Gebäude um das Jahr 1900.
Das Haus liegt im Kerngebiet des von der UNESCO als Weltkulturerbe anerkannten Stadtgebietes des Kulturgutes „Historische Altstädte Stralsund und Wismar“. In die Liste der Baudenkmale in Stralsund ist es mit der Nummer 766 eingetragen.